# گورامی دم‌سنبله قهوه‌ای
گورامی دم‌سنبله قهوه‌ای (Pseudosphromenus dayi) یا بتای هندی دم‌سنبله گونه‌ای از پرتوبالگان آب شیرین از زیر خانواده ماکروپودوس، بخشی از خانواده گورامی‌ها است. زیستگاه اصلی آن ایالت کرالای هند و در مناطق ساحلی و گهات غربی می‌باشد. این گونه ساکن آب‌های راکد با جریانی کند به‌ویژه دریاچه‌ها، خندق‌ها و مرداب‌های آب شیرین و لب‌شور است. گورامی دم‌سنبله قهوه‌ای یک آشیانه حبابی ساز است، به این صورت که جنس نر با ترشحات دهانی خود حباب‌هایی در سطح آب و در زیر یک برآمدگی یا برگ ایجاد می‌کند، ماده‌ها تخم‌هایی می‌گذارند که به زیر محل حباب‌ها می‌ریزند، سپس تخم‌ها توسط هر دو ماهی برداشته می‌شوند و هر یک از تخم‌ها در داخل یک لانه حبابی قرار می‌گیرند. نام گونه ای Polyacanthus cupanus dayi برای اولین بار در سال ۱۹۰۸ توسط کوهلر منتشر شد.